# 東武2000系電車
東武2000系電車（とうぶ2000けいでんしゃ）は、かつて東武鉄道に在籍した通勤形電車。1961年（昭和36年）に登場した。
本項では、後年本系列を改造して登場した2080系についても記述する。また、個々の編成を表す場合は浅草・中目黒・柏方先頭車の車両番号で代表して表記する。

## 概要
帝都高速度交通営団（現・東京地下鉄〈東京メトロ〉）日比谷線（以下、日比谷線と表記）への直通運転を間近に控え、直通運転用車両として開発されたのが本系列である。東武鉄道・東京急行電鉄との3事業者で作成された「2号線車両規格」規格内で協議の上で設計・製造が行われた。
軽量化に意を配った全鋼製車体、MM'ユニット構成による全電動車編成、両開き客用扉、アルミデコラが多用された内装など、東武鉄道の通勤形電車において初採用となった機構も数多い。
当初は4両編成で登場したが最終的には8両まで増結を行い、1971年（昭和46年）までに8両編成20本計160両が新製された。

## 車両概説

### 車体
乗り入れ規格に準拠した18 m級3扉たるA-A様式に準拠した全鋼製車体で、窓配置はdD3D3D1（d：乗務員扉、D：客用扉）、東武の車両としては初の両開客用扉を採用した。
前面は貫通構造とされているが、これは前述A-A様式に沿って設置された非常口であり、連結運転を意図したものではない。前面上部中央には行先表示幕を有し、前照灯と標識灯は一つのケースに収められて前面左右窓下に設置されており、このデザインモチーフは6000系や8000系にも多少アレンジを加えつつ踏襲された。また、前面運転台側の窓上には通風口を設置し、前面右端部に設置された誘導無線アンテナとともに本系列を特徴付ける部分である。屋根上には通常のベンチレーターではなく、一体型通風ダクト（モニター）が設置された。また、2115編成以降に新製された車両は、同時期に製造された8000系の8128・8528編成以降と同様、側窓上部がR形状から直線形状に改められている。
塗装はそれまでの車両と一新され、ロイヤルベージュ地に窓周りと車体裾部がインターナショナルオレンジのツートンカラーを採用した。これは日比谷線直通列車を容易に識別可能とするため、高加減速車でもある本系列のみの特別塗装としての意味合いが込められていた。

### 内装
車内アコモデーションはアルミデコラの多用によって無塗装化が推進され、ベージュ系のデコラに「ラクダ色」と称する薄茶色のシートモケットを採用し、全体的に暖色系のカラースキームとされた。床敷物は緑色系のロンリュームが敷かれている。なお、これら車内配色は、1983年（昭和58年）に登場した10000系まで、実に20年以上にわたって東武の通勤車における標準仕様として踏襲され続けた。
車内送風機は、車内天井高さの都合から、通常の扇風機ではなく強制送風機（ファンデリア）が採用され、天井部左右に千鳥状に配置された。また、初期車は関東の通勤形車両では珍しく、蛍光灯にアクリルカバーが装着されていた。

### 主要機器
本系列の新製に際しては、当時最新鋭の特急形車両であった1720系の仕様を踏襲しつつ、通勤形車両向けに改良を加えた機器が搭載されることとなった。すなわち制御装置は1720系用MMC-HT10Cを地下車用途に改良した全電動車方式8M1C/電空併用制動方式のものとした。主電動機は東洋電機製造製TDK-824を搭載した。この主電動機は1720系のものと同一であるが、歯車比を6.31と大きく取ることで、起動加速度3.5 km/h/sを確保している。
主制御器は電動カム軸式の日立製作所製MMC-HTB-10Cで、こちらも1720系と同一であるが、本系列の用途を考慮して抑速制動機能は付加されていない。主幹制御器は直通先の仕様に合わせた跳ね上げデッドマン式で、直通先の営団3000系が4ノッチであったのに対し3ノッチであった。
制動装置はこちらも東武の通勤形車両では初採用となる発電制動併用電磁直通ブレーキ (HSC-D) である。ブレーキ弁ハンドルの位置は「弛め」－「全ブレーキ」－「重り」－「自動」－「非常」－「抜き取り」となっており、通常は電気制動から停止直前の空気制動までセルフラップ方式で容易な操作が可能だが、電磁直通制御器が故障した場合は自動制動方式に切り替えて制動操作をする。ただしこの場合は空気制動のみとなり、本来の性能は発揮できなくなる。
運転台の押しスイッチのひとつに「電気制動」と標記されたスイッチがあり、この銘板の横にはさらに「上り列車日光-板荷間ノミ開放ノコト」と標記された銘板が貼付されていた。このスイッチを開放すると、電磁直通方式の空気制動のみとなる。
パンタグラフは東洋製PT-44Bをモハ2100形 (Mc)・モハ2300形 (M) に各1基搭載した。7870系などで実績のある1本ホーンタイプのPT-42系の剛体架線対応版であり、従来車に採用されていたPT-42系と外観はほぼ同一ながら集電舟部分の設計が異なり、パンタグラフ作用高が下降しても押し上げ圧力の低下を最小限に留める機構を備えていたが、同機構は後年取り外されている。またスライダーは当時の東武車標準のカーボンではなく、ブロイメット(金属集板)とした点も異なる。
台車は住友金属工業製FS340を装備する。アルストム式軸箱支持方式の空気ばね台車であるが、枕ばね部分の設計がFS334では揺れ枕吊り式であったのに対し、FS340ではインダイレクトマウント式に改良されている点が異なる。なお、2115 - 2118編成は1720系の台車交換で発生したFS334を流用して竣工した。

## 組成
本系列の新製に際しては、これまでの慣習に拠らない新たな付番基準によって形式称号が制定された。すなわち、百の位について1から順に浅草寄りの車両から付番して編成内における連結順序を表し、末尾2桁を同一編成における共通番号とする方式であり、この基準は後年10000系新製に際して新基準が制定されるまで広く踏襲された。本系列の場合以下のように付番された。
- モハ2100形 (Mc) - モハ2200形 (M') - モハ2300形 (M) - モハ2400形 (M'c)

直通運転開始後は伊勢崎線の利便性が著しく向上したことから、同線の沿線開発が加速的に進行し乗客が急増した。そのため早急な輸送力増強の必要に迫られ、1964年（昭和39年）に既存の編成に中間車2両を新製して増結し、全編成が6両編成化された。新製された中間車ユニットはモハ2350形 (M) - モハ2250形 (M')と新形式が起こされ、モハ2200形とモハ2300形の間に組み込まれた。なお、モハ2350形とモハ2250形の連結面貫通路は狭幅化され、風の吹き抜けを防止するため貫通扉が新設されたほか、室内灯のアクリルカバーが廃止されて蛍光灯がむき出しとなった点が従来車と異なる。
さらに1971年には全編成に中間車2両を新製して増結し、8両編成化された。今回新製された中間車ユニットはモハ2550形 (M) - モハ2650形 (M')で、モハ2250形とモハ2300形の間に組み込まれた。また、モハ2550形とモハ2650形の連結面は狭幅貫通路とされて貫通扉が設置されている点は前回増備されたモハ2350形・モハ2250形と同様である。

## 変遷

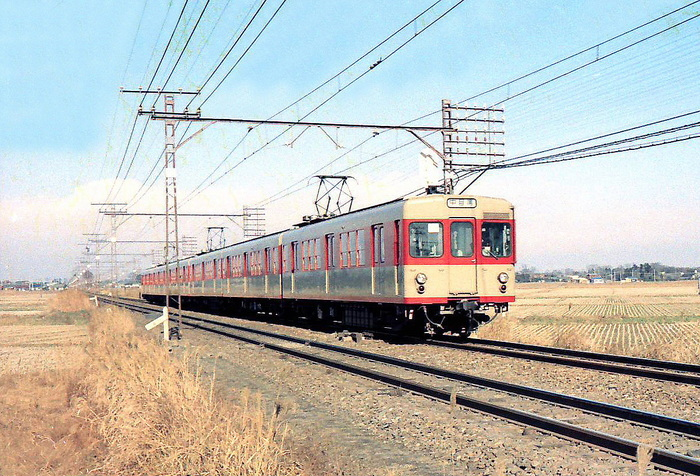
ツートンカラー時代の2000系

1961年7月13日より営業運転を開始したが、直通運転開始までの間は暫定的に伊勢崎線・日光線の線内運用に就いていた。そのため、初期の行先表示幕には「浅草」・「杉戸」・「羽生」・「幸手」・「太田」などの表示も有していた。
日比谷線が北千住まで延伸された1962年5月31日より日比谷線との相互直通運転が開始されたが、それに合わせて同年3月までに4両編成10本（2101 - 2110編成）が新製され、直通運転開始に備えた。
1966年（昭和41年）には2111 - 2114編成が新製された。これらは当初から6両編成で落成し、以降新製された編成も同様である。また、1968年（昭和43年）から1970年（昭和45年）にかけて毎年2編成のペースで計6編成（2115 - 2120編成）が増備され、全20編成が揃った。
1967年（昭和42年）9月に発生した中目黒駅における衝突事故で2109編成が被災し、モハ2109が脱線大破した。同車は翌1968年（昭和43年）6月にナニワ工機で車体を新製して復旧し、同時に破損の酷かった運転台寄り台車も新製している。
1968年（昭和43年）1月には、日比谷線神谷町駅付近において車両故障による回送運転中であった2112編成から火災が発生し、発火源であったモハ2312が全焼。乗務員と消防士11名が負傷した。当時における不燃化基準を満たした車両が炎上したことが問題となり、地下鉄用車両の安全基準が見直される契機となった（詳細は営団地下鉄日比谷線神谷町駅車両火災事故を参照）。なお、被災したモハ2312は同年11月にナニワ工機で車体を新製して復旧された。
1974年（昭和49年）以降、東武の通勤形車両の標準塗装がセイジクリーム一色塗りに変更されたことに伴い、本系列も全車塗装変更が行われている。また、行先表示幕は落成当初白地に黒文字であったが、後年紺地に白文字のものに順次交換された。
なお、1985年（昭和60年）以降、通勤形車両の標準塗装がジャスミンホワイト地にブルーの濃淡帯に変更された際には、本系列は日比谷線直通専用車両であることから誤乗防止の観点でセイジクリーム一色塗りのままとされ、廃車まで新塗装化は実施されなかった。 
1988年（昭和63年）からは営団地下鉄も車両冷房搭載に踏み切ることとなり、それに伴って本系列も冷房化改造が検討されたが、車両構造上冷房の設置が難しかったことに加え、初期車は陳腐化・老朽化が進んでいたこともあり、冷房付の新型車（20000系）を導入するほうが得策と判断された。
1988年（昭和63年）2月に2110編成が廃車になったことを皮切りに順次淘汰が進行し、1993年（平成5年）8月1日に行われた2118編成によるさよなら運転をもって本系列は全廃となった。この内、経年の浅かった中間車は後述する2080系への改造工事が実施された。
本系列は廃車後に全車が解体処分されたが、台車と主電動機の一部は伊予鉄道に譲渡され、同社700系（のち一部は銚子電気鉄道に譲渡の上同社3000形）および610系の走行機器として流用されている。

## 2080系

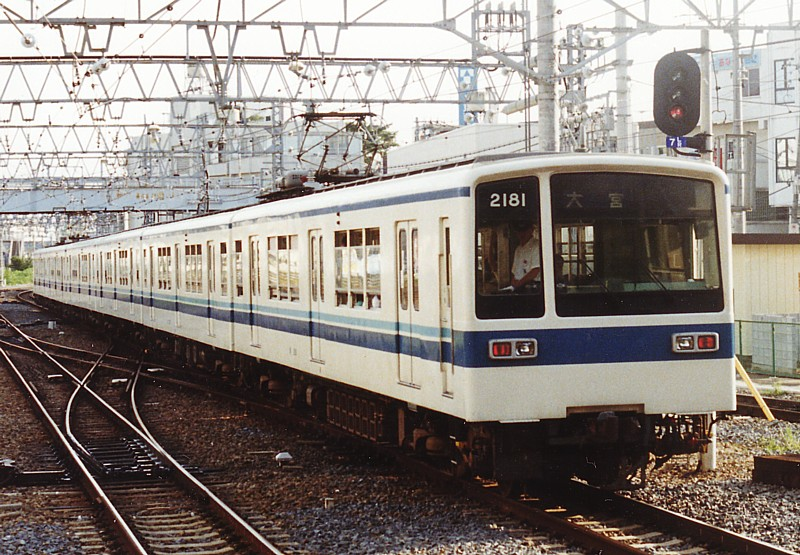
2080系モハ2181（2000系改造）
（柏駅・1992年5月）

2000系の置き換えが開始された同時期、野田線で使用されていた3000系の代替も同時進行で行われていた。2000系には1971年に増備された比較的経年の浅い中間車が多数存在したことから、それらを活用して3000系の置き換えを促進することとなった。なお、改造に先立って本系列の種車となる2000系モハ2550形・モハ2650形ユニットを捻出するため、一部編成で編成替えが行われた。
1988年（昭和63年）2月に2110編成が、同年3月には2106編成がそれぞれ廃車となったが、2編成からは種車が4両分しか確保できないため、廃車予定のない2113編成からモハ2563 - モハ2663を外して本系列の種車に回し、2106編成よりモハ2356 - モハ2256を2113編成に組み込んだ。
また、同年12月には2101編成が廃車となり、同編成から捻出されたモハ2551-モハ2651を2108編成のモハ2358 - モハ2258と差し替えた。翌1989年（平成元年）1月に廃車となった2102編成よりモハ2552 - モハ2652を確保し、同年10月に2108編成が廃車となって捻出されたモハ2551 - モハ2651およびモハ2558 - モハ2658と併せて1編成分の種車を確保した。
このような経緯を経て誕生したのが2080系である。代替対象であった3000系の野田線における編成が6両であったことから、本系列は6両固定編成で登場した。なお、各種改造等は西新井工場においてアルナ工機の出張工事で施工された。

### 改造内容
種車が全車中間車であったため、編成両端となる車両に対して先頭車化改造が行われた。前面形状は20000系に酷似した左右非対称のデザインとされたが、用途上不要となる非常扉は設置されていない。また、新設された運転台周りの機器については、一部に2000系の廃車発生品を流用しているものの、スイッチ類や各種照明装置については新製している。
その他、以下のような改造が施工されている。
- 野田線における運用条件を考慮し[注 11]、一部車両を電装解除し4M2T編成化
- 床面高さ調整
- 車体塗装をジャスミンホワイト地にブルーの濃淡帯に変更

改造後の編成は以下の通りである。
- モハ2180形 (Mc) - モハ2280形 (M') - サハ2380形 (T) - サハ2480形 (T) - モハ2580形 (M) - モハ2680形 (M'c)

### 導入後の変遷
第1編成となる2181編成は1988年5月に、第2編成となる2182編成は翌1989年（平成元年）11月にそれぞれ落成し、七光台検修区（現・南栗橋車両管区七光台支所）に配置された。
計画段階では本系列は6両編成4本が登場する予定であった。しかし、本形式は歯車比6.31と頻繁に加減速を繰り返す日比谷線など大都市での運用に特化した仕様であり、比較的駅間の長い郊外区間を高速で走行することを想定した設計ではなかった。さらに変電所の問題から全電動車方式で設計された2000系を一部電装解除せざるを得なかったなど、無理のある高速かつ高負荷走行が災いして故障が頻発したことや、当時は既に冷房装置搭載が常識となりつつあった時期であったにもかかわらず、本系列は非冷房仕様のままであったため利用客の不評を買ったことなどから、6両編成2本をもって増備は打ち切られた。また、野田線から撤退した後には短編成化の上で支線区へ転用、3070系の置き換えを計画していたが、非冷房で老朽化が進んでいるものの性能の安定している3070系を継続運用する方針によりこちらも見送りとなった。
1991年（平成3年）以降、野田線柏 - 船橋間の運用は20 m車に統一されたため、本系列を始めとした18 m車の運用範囲は大宮 - 柏間に限定された。
その後1992年（平成4年）12月1日より、野田線の運用が全て20 m車で統一されたことに先立ち、同年10月に2182編成が、11月には2181編成がそれぞれ廃車となり、本系列は種車となった2000系の全廃に先んじて、改造後わずか4年で形式消滅した。廃車後は全車が解体されている。
この時点で本来置き換えるはずだった3070系は28両在籍しており、1996年（平成8年）4月に全車引退したことから、2080系による3070系の淘汰計画は完全に失敗したことになり、それどころか同時期に5070系3編成が伊勢崎・日光線系統から転属してきており、結果的には2080系が3070系同様に吊り掛け駆動の更新車である5070系によって置き換えられる形となった。

## 編成・車歴

### 2000系
| モハ2100形 | モハ2200形 | モハ2350形 | モハ2250形 | モハ2550形 | モハ2650形 | モハ2300形 | モハ2400形 | 竣工日        | 6両化        | 8両化         | 廃車       | 備考                                                                       |
| 2101       | 2201       | 2351       | 2251       | 2551       | 2651       | 2301       | 2401       | 1961年7月18日 | 1964年6月1日 | 1971年5月17日 | 1988年12月 | モハ2551-モハ2651は2080系化                                                |
| 2102       | 2202       | 2352       | 2252       | 2552       | 2652       | 2302       | 2402       | 1961年7月18日 | 1964年6月1日 | 1971年5月17日 | 1989年1月  | モハ2552-モハ2652は2080系化                                                |
| 2103       | 2203       | 2353       | 2253       | 2553       | 2653       | 2303       | 2403       | 1962年2月8日  | 1964年6月1日 | 1971年5月17日 | 1990年2月  |                                                                            |
| 2104       | 2204       | 2354       | 2254       | 2554       | 2654       | 2304       | 2404       | 1962年2月8日  | 1964年6月1日 | 1971年5月17日 | 1989年11月 |                                                                            |
| 2105       | 2205       | 2355       | 2255       | 2555       | 2655       | 2305       | 2405       | 1962年2月8日  | 1964年6月1日 | 1971年5月17日 | 1990年9月  |                                                                            |
| 2106       | 2206       | 2356       | 2256       | 2556       | 2656       | 2306       | 2406       | 1962年3月26日 | 1964年6月1日 | 1971年5月17日 | 1988年3月  | モハ2556-モハ2656は2080系化                                                |
| 2107       | 2207       | 2357       | 2257       | 2557       | 2657       | 2307       | 2407       | 1962年3月26日 | 1964年6月1日 | 1971年5月17日 | 1991年3月  |                                                                            |
| 2108       | 2208       | 2358       | 2258       | 2558       | 2658       | 2308       | 2408       | 1962年3月26日 | 1964年6月1日 | 1971年5月17日 | 1989年10月 | モハ2558-モハ2658は2080系化                                                |
| 2109       | 2209       | 2359       | 2259       | 2559       | 2659       | 2309       | 2409       | 1962年3月26日 | 1964年6月1日 | 1971年5月17日 | 1992年4月  | モハ2109は事故復旧車                                                       |
| 2110       | 2210       | 2360       | 2260       | 2560       | 2660       | 2310       | 2410       | 1962年3月26日 | 1964年6月1日 | 1971年5月17日 | 1988年2月  | モハ2560-モハ2660は2080系化                                                |
| 2111       | 2211       | 2361       | 2261       | 2561       | 2661       | 2311       | 2411       | 1966年5月7日  | 新製時から   | 1971年5月17日 | 1991年3月  |                                                                            |
| 2112       | 2212       | 2362       | 2262       | 2562       | 2662       | 2312       | 2412       | 1966年5月27日 | 新製時から   | 1971年5月17日 | 1993年7月  | モハ2362は事故復旧車                                                       |
| 2113       | 2213       | 2363       | 2263       | 2563       | 2663       | 2313       | 2413       | 1966年5月7日  | 新製時から   | 1971年5月17日 | 1990年3月  | モハ2563-モハ2663は2080系化                                                |
| 2114       | 2214       | 2364       | 2264       | 2564       | 2664       | 2314       | 2414       | 1966年5月27日 | 新製時から   | 1971年5月17日 | 1993年3月  |                                                                            |
| 2115       | 2215       | 2365       | 2265       | 2565       | 2665       | 2315       | 2415       | 1968年7月16日 | 新製時から   | 1971年5月17日 | 1991年3月  |                                                                            |
| 2116       | 2216       | 2366       | 2266       | 2566       | 2666       | 2316       | 2416       | 1968年7月16日 | 新製時から   | 1971年5月17日 | 1992年12月 | 営団地下鉄日比谷線中目黒駅引上線衝突事故により事故廃車（書類上は老朽廃車） |
| 2117       | 2217       | 2367       | 2267       | 2567       | 2667       | 2317       | 2417       | 1969年4月23日 | 新製時から   | 1971年6月4日  | 1993年1月  |                                                                            |
| 2118       | 2218       | 2368       | 2268       | 2568       | 2668       | 2318       | 2418       | 1969年5月14日 | 新製時から   | 1971年6月4日  | 1993年8月  | さよなら運転に使用                                                         |
| 2119       | 2219       | 2369       | 2269       | 2569       | 2669       | 2319       | 2419       | 1970年9月17日 | 新製時から   | 1971年6月4日  | 1993年2月  |                                                                            |
| 2120       | 2220       | 2370       | 2270       | 2570       | 2670       | 2320       | 2420       | 1970年9月25日 | 新製時から   | 1971年6月4日  | 1993年7月  |                                                                            |

モハ2350形・モハ2250形ユニットの末尾51 - 60は1964年（昭和39年）新製。モハ2550形・モハ2650形ユニットは全車1971年（昭和46年）新製。

### 2080系
| モハ2180形 | モハ2280形 | サハ2380形 | サハ2480形 | モハ2580形 | モハ2680形 | 種車                                                  | 竣工       | 廃車       |
| 2181       | 2281       | 2381       | 2481       | 2581       | 2681       | モハ2552,モハ2551,モハ2651,モハ2558,モハ2658,モハ2652 | 1988年6月  | 1992年11月 |
| 2182       | 2282       | 2382       | 2482       | 2582       | 2682       | モハ2560,モハ2563,モハ2556,モハ2656,モハ2663,モハ2660 | 1989年11月 | 1992年10月 |